# Morokrembangan
Morokrembangan is een bestuurslaag in het regentschap Soerabaja van de provincie Oost-Java, Indonesië. Morokrembangan telt 44.794 inwoners (volkstelling 2010).